# Hivernales d'Avignon
Le Centre de développement chorégraphique – Les Hivernales est un centre de développement chorégraphique (CDC) basé à Avignon, dans le Vaucluse qui organise chaque année le festival de danse Les Hivernales d'Avignon.

## Historique
Ce centre de danse œuvre au développement de la culture chorégraphique  à Avignon. L'origine est un festival, créé par Amélie Grand, en 1979, et devenu un événement essentiel pour la danse contemporaine en France,. Dès la première édition, Amélie Grand adopte une approche spécifique : les personnalités invitées  donnent des stages, atelier tous niveaux ou cours réservé aux professionnels, pendant la journée et jouent leurs spectacles le soir. La manifestation devient ainsi une courroie de transmission entre amateurs et professionnels. Le label Centre de développement chorégraphique est obtenu en 1996.
L'évenement hivernal se double d'une manifestation estivale depuis 1991, permettant aux festivaliers venus pour le théâtre d'inclure dans leurs choix une découverte de créateurs de danse contemporaine. D’abord hébergée dans une petite salle, dite salle de la Manutention, l'événement estival se déploie depuis 2005 dans le lieu mis à disposition du centre de danse, rue Guillaume-Puy. Depuis 2017, cette manifestation estivale est organisée avec le Festival d’Avignon (de théâtre), avec une codiffusion des spectacles de danses.
Amélie Grand reste directrice artistique, chargée de la programmation, de la création en 1979, à la 30e édition en 2009, puis transmet le flambeau en 2009. En 2016, Isabelle Martin-Bridot est nommée directrice du CDCN – Les Hivernales. 

## Créations et participations
Dans le cadre annuel de ses programmations Les Hivernales, dont l'un des buts est d'être le miroir de la vitalité de la danse contemporaine ont invité nombre de chorégraphes qui ont proposé des créations donnant un large éventail de l'art chorégraphique. Parmi les participations les plus marquantes, il y eut celles de Georges Appaix, Dominique Bagouet,  Susan Buirge, Claude Brumachon, Lucinda Childs, Boris Charmatz, Philippe Découflé, Andy Degroat, Pierre Droulers, Odile Duboc, Dominique Dupuy, Daniel Larrieu, Jean Gaudin, Wilfride Piollet et Jean Guizerix, Angelin Preljocaj, Mark Tompkins, Olga de Soto, François Verret, Elsa Wolliaston, Carlotta Ikeda, Dominique Boivin, Olivier Dubois, Joanne Leighton, Luc Petton, Maguy Marin, Thomas Lebrun etc.,,.

## Sources
- Jean-Bernard Carillet, Isabelle Ros, Elodie RothanN, Provence-Avignon et le pays des Sorgues, p.26, Éd. Place Des Editeurs, 2011,  (ISBN 2816115798)
- Marianne Filloux-Vigreux, La politique de la danse: l'exemple de la région Provence-Alpes-Côte d'Azur, 1970-1990,	Éd. L'Harmattan, 2001,  (ISBN 2747514730)
- Géoguide Provence, p. 68-69, Éd. Gallimard,  (ISBN 2742449515)

## Site officiel
Site officiel